# Luca Ferri
Luca Ferri (Roma, 19 marzo 1980) è un ex calciatore italiano.

## Carriera
Cresciuto nella Roma, esordisce in Serie A coi giallorossi il 21 marzo 1999 nella 26ª giornata di campionato nel pareggio per 1-1 contro la Juventus, entrando a partita in corso. Chiude la stagione con la presenza nella giornata successiva (vittoria esterna per 4-1 contro il Bari).
Per la stagione 1999-2000 viene ceduto al Lecco, con cui disputa 10 partite realizzando una rete prima di passare al Palermo nella stagione successiva, squadra in cui resta fino al 2003 disputando quasi sempre da titolare tre stagioni scendendo in campo in 61 occasioni in Serie C1 prima (vincendo il campionato 2000-2001) ed in Serie B poi. Esordisce in maglia rosanero il 10 settembre 2000 in Palermo-Giulianova (2-0), e con questa maglia gioca l'ultima partita il 7 giugno 2003 nella sconfitta per 3-0 in casa del Lecce, epilogo del campionato di Serie B 2002-2003, partita decisiva ai fini della promozione: furono infatti i salentini ad ottenere il salto di categoria venendo promossi in Serie A al posto dei siciliani.
Lasciato Palermo, resta in seconda serie giocando in prestito per l'Ascoli, con cui totalizza 15 presenze.
Il 31 agosto 2004 viene ceduto definitivamente al Teramo, militante in Serie C1. Gioca in questa squadra fino al 2006, collezionando complessivamente 51 presenze e 3 reti in due stagioni.
Dal 2006 al 2010 gioca nella Cisco Roma nel quarto livello del calcio italiano.
Per la stagione 2010-2011 viene tesserato dal Prato, poi dall'Albalonga (Eccellenza laziale).
Nel 2012 passa allo Sporting Real Pomezia in Eccellenza. Nel gennaio 2013 si trasferisce al Real Monterosi  per poi approdare all' Ottavia 
Dal 2015 è allenatore all' Ottavia , dal 2017 al 2019  allena Svs Roma

## Palmarès
- Campionato italiano Serie C: 1

Palermo: 2000-2001